# Ениджа
Ениджа (азерб. Yenicə) — село в Ениджинском административно-территориальном округе Агдашского района Азербайджана.

## Этимология
Название села означает «самое новое село».

## История
Село Беюк-Енгиджа в 1913 году согласно административно-территориальному делению Елизаветпольской губернии относилось к Беюк-Енгиджинскому сельскому обществу Арешского уезда.
В 1926 году согласно административно-территориальному делению Азербайджанской ССР село относилось к дайре Ляки Геокчайского уезда.
После реформы административного деления и упразднения уездов в 1929 году был образован Джардамский сельсовет в Агдашском районе Азербайджанской ССР.
Согласно административному делению 1961 года село Ениджа входило в Джардамский сельсовет (к 1968 году был переименован в Неграхалилский) Агдашского района Азербайджанской ССР, а к 1977 году уже имел свой сельсовет.
В 1999 году в Азербайджане была проведена административная реформа и внутри Ениджинского административно-территориального округа был учрежден Ениджинский муниципалитет Агдашского района.

## География
Ениджа расположена на берегу канала Казыкумлакарх.
Село находится в 14 км от райцентра Агдаш и в 252 км от Баку. Ближайшая железнодорожная станция — Ляки.
Село находится на высоте 19 метров над уровнем моря.

## Население
| Численность населения | Численность населения | Численность населения | Численность населения | Численность населения |
| 1886                  | 1981                  | 1985                  | 1999                  | 2009                  |
| --------------------- | --------------------- | --------------------- | --------------------- | --------------------- |
| 620                   | ↗1245                 | ↗1300                 | ↗1508                 | ↗1648                 |

В 1886 году в селе проживало 620 человек, все — азербайджанцы, по вероисповеданию — мусульмане-сунниты.
Население преимущественно занимается хлопководством, коконоводством, животноводством и выращиванием зерна.

## Климат
| Показатель                                                                             | Янв. | Фев. | Март | Апр. | Май  | Июнь | Июль | Авг. | Сен. | Окт. | Нояб. | Дек. | Год  |
| -------------------------------------------------------------------------------------- | ---- | ---- | ---- | ---- | ---- | ---- | ---- | ---- | ---- | ---- | ----- | ---- | ---- |
| Средний суточный максимум, °C                                                          | 7,0  | 8,3  | 12,4 | 20,4 | 25,4 | 29,9 | 33,3 | 32,3 | 28,0 | 21,3 | 14,3  | 9,1  | 20,1 |
| Средняя температура, °C                                                                | 3,0  | 4,2  | 7,9  | 14,6 | 19,5 | 24,0 | 27,1 | 26,1 | 22,2 | 16,2 | 10,1  | 5,1  | 15,0 |
| Средний суточный минимум, °C                                                           | −0,9 | 0,2  | 3,5  | 8,8  | 13,6 | 18,1 | 20,9 | 19,9 | 16,4 | 11,1 | 6,1   | 1,2  | 9,9  |
| Норма осадков, мм                                                                      | 24   | 28   | 32   | 41   | 54   | 40   | 21   | 24   | 25   | 52   | 32    | 27   | 400  |
| Источник: https://en.climate-data.org/asia/azerbaijan/agdas-rayonu/yenic%C9%99-955000/ |      |      |      |      |      |      |      |      |      |      |       |      |      |

Среднегодовая температура воздуха в селе составляет +15 °C. В селе семиаридный климат.

## Инфраструктура
В советское время близ села располагалась молочно-товарная ферма, а в самом селе располагались средняя школа, клуб, библиотека, детский сад, медицинский пункт.
В селе ныне расположены почтовое отделение, средняя школа, мечеть, библиотека, медицинский пункт.